# Eduardo Masferré
Eduardo Masferré (1909 - 24 de junio de 1995) fue un fotógrafo hispano-filipino que realizó importantes reportajes sobre la forma de vida de los pueblos indígenas de la región de La Cordillera en Filipinas.

## Biografía
Nació en Sagada en la provincia de La Montaña al norte de Luzón. Su padre fue un militar que había emigrado con su familia desde la región española de Cataluña a finales del siglo XIX. En tierras asiáticas éste se casó con la filipina Nena Ogues y tuvieron seis hijos. En 1914 toda la familia volvió a San Feliu de Guixols, la localidad de origen de su padre, entre otros cosas para que sus hijos pudiesen estudiar en España, pero en 1921 regresaron a Filipinas y Eduardo acabó los estudios en las islas. Su padre se hizo granjero y sacerdote de la episcopal.
Durante la adolescencia se interesó por la fotografía que aprendió de un modo autodidacta y cuando regresó a su ciudad natal se dedicó a tomar fotos de su entorno entre los que se encontraban los indios igorotes y sus fotografías son mayoritariamente de personas y no tanto de paisajes. Al mismo tiempo comenzó a trabajar con su padre en la granja y en la evangelización episcopaliana.

## Carrera como fotógrafo
Cuando finalizó la Segunda Guerra Mundial abrió un estudio fotográfico en Bontoc con el fin de realizar retratos que compatibilizó con sus reportajes documentales sobre la vida de los indígenas en la Cordillera Central. Sus temas incluían fotografías sobre ceremonias y rituales, pero también de la vida cotidiana. Existen estimaciones de que realizó unos siete millones de fotografías con esta temática en los años cincuenta tomadas en Bontoc, Kankana-ey, Kalinga, Gaddang e Ifugao. Sus fotografías tienen la intención de mostrar la vida de los nativos desde un punto de vista de alguien que convive con ellos y con los que se identifica, por lo que dispone de un valor etnográfico de tipo emic.
Sus fotografías se expusieron desde finales de los años ochenta ya que sus dos primeras exposiciones se realizaron en Manila en 1982 y 1983, a continuación pudo exponer en Copenhague en 1984 y en Tokio en 1986 pero su reconocimiento internacional se produjo a partir de su exposición en los Encuentros internacionales de fotografía de Arlés en 1989. Al año siguiente el Instituto Smithsoniano compró 120 de sus obras para su museo de Historia Natural y también se interesó en su trabajo el museo de la Universidad de Yale. Desde entonces se han realizado numerosas exposiciones de su trabajo. Su estudio en Filipinas se ha convertido en museo y centro de arte.
Su libro más significado se titula "Gente de la Cordillera Filipina. Fotografías 1934-1956" (People of the Phillipine Cordillera. Photographs 1934-1956) y se editó en 1988.